# Choisy-la-Victoire
Choisy-la-Victoire är en kommun i departementet Oise i regionen Hauts-de-France i norra Frankrike. Kommunen ligger i kantonen Clermont som tillhör arrondissementet Clermont. År 2022 hade Choisy-la-Victoire 245 invånare.

## Befolkningsutveckling
Antalet invånare i kommunen Choisy-la-Victoire
| Referens: INSEE |